# Selja (Zweden)
Selja is een plaats in de gemeente Mora in het landschap Dalarna en de provincie Dalarnas län in Zweden. De plaats heeft 565 inwoners (2005) en een oppervlakte van 114 hectare. De plaats ligt aan de rivier de Österdalälven.